# Monte Cerchio
Il Monte Cerchio (1.622 m s.l.m., a volte chiamato Moncerchio) è una montagna delle Alpi Biellesi.

## Storia
Durante la Resistenza la zona del Monte Cerchio divenne una delle prime basi partigiane del Biellese, presidiata da militanti comunisti. Vi operò la 2ª Brigata Garibaldi "Ermanno Angiono", e durante gli scontri con le truppe nazifasciste cadde in combattimento Cornelio Bertelli, al quale è intitolata una rotonda in comune di Genova.

## Descrizione

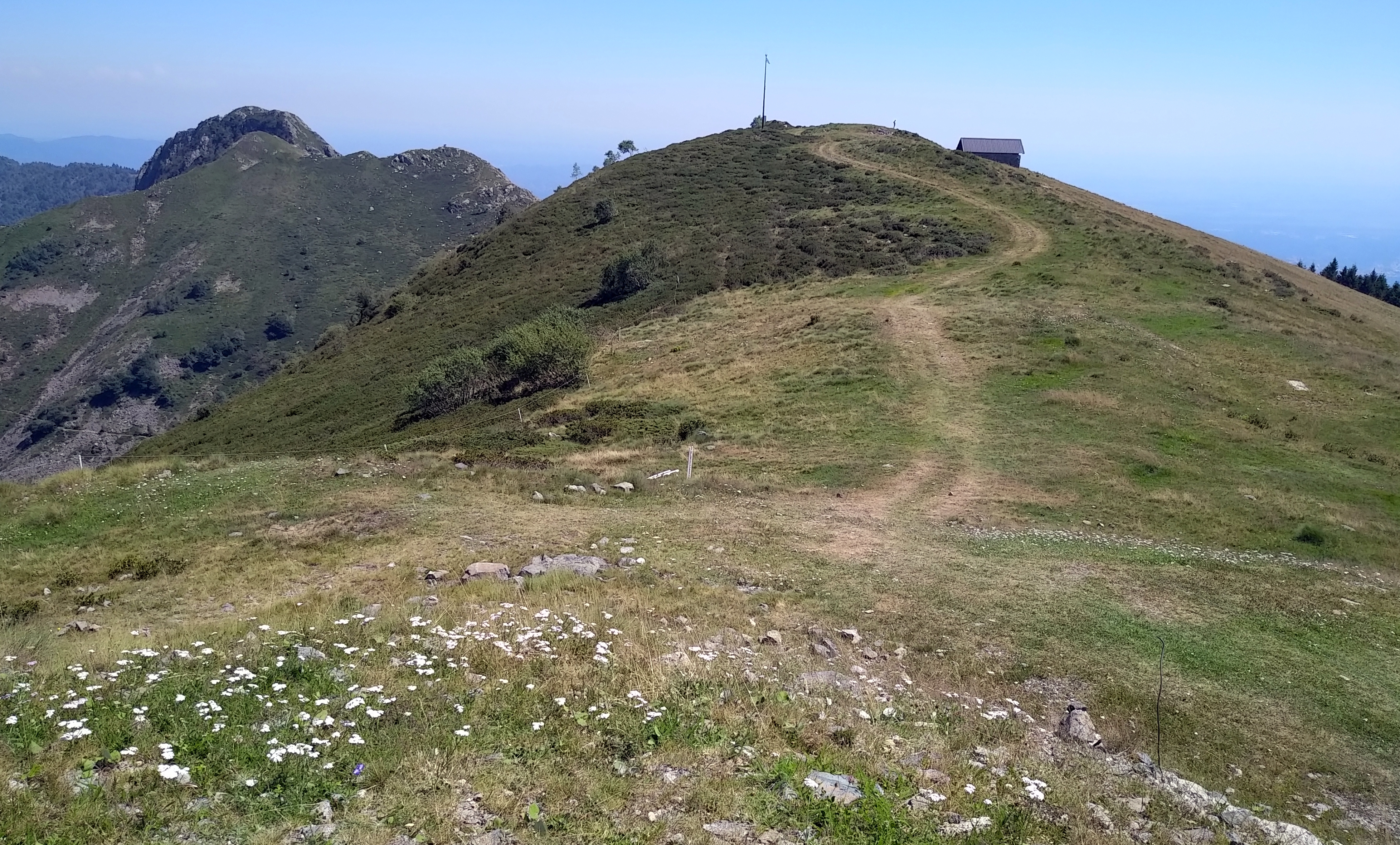
L'Argimonia vista dalla cima di Monte Cerchio

La montagna si trova in provincia di Biella lungo lo spartiacque tra il bacino del torrente Strona di Mosso e quello del Sessera. Culmina con un crinale erboso con alcuni cocuzzoli; quello più occidentale è raggiunto da un impianto di risalita della stazione sciistica di Bielmonte; su un dosso poco lontano si trova una antenna per telecomunicazioni e nei pressi di quello più orientale un piccolo edificio agricolo. Verso ovest una sella a circa 1.570 metri di quota divide il Monte Cerchio dal Monte Marca, di pochi metri più basso, entre ad est il crinale si abbassa a 1.528 m per poi risalire alla Rocca d'Argimonia. La prominenza topografica del Monte Cerchio è di 249 m.

## Fauna

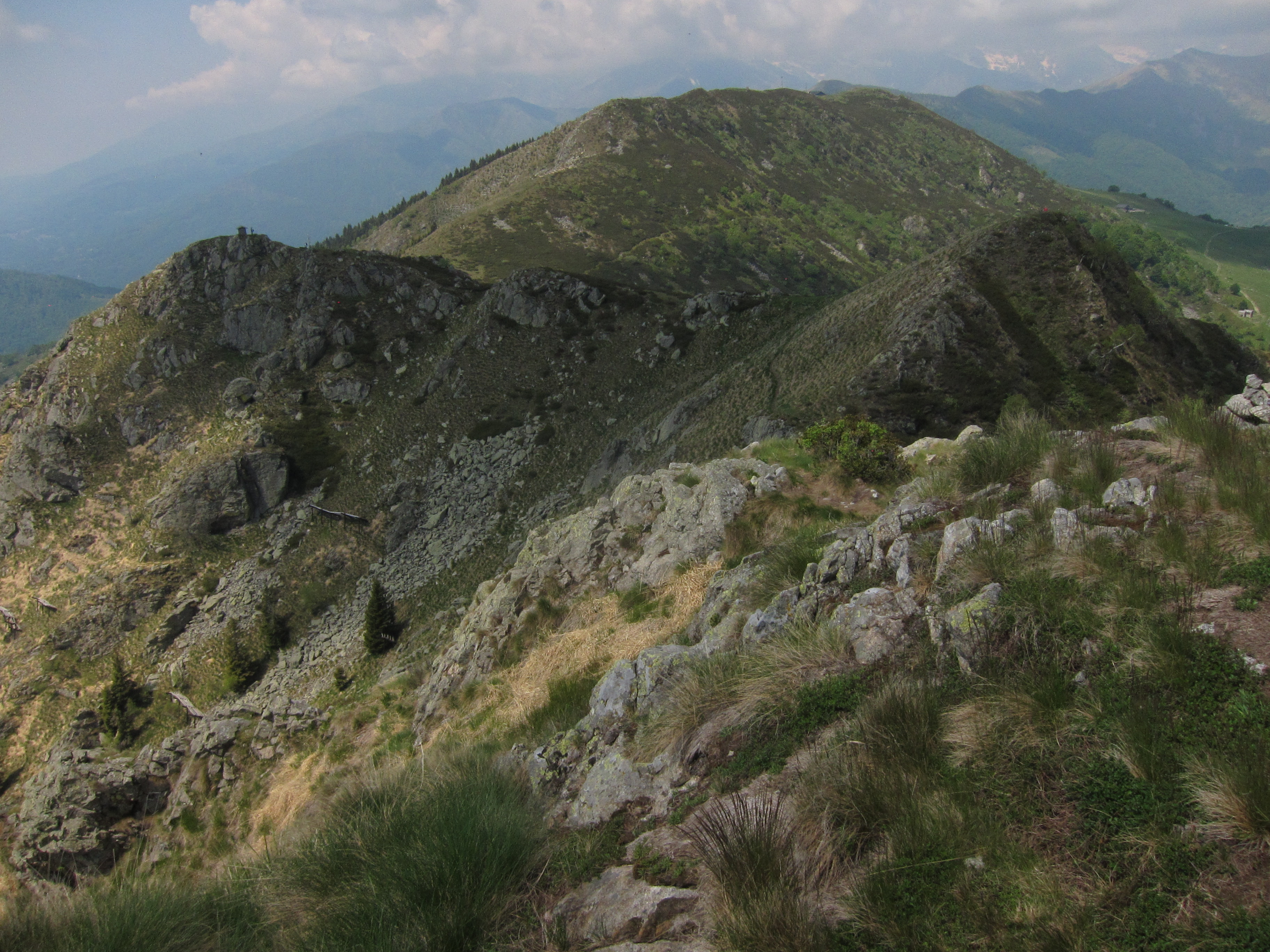
Monte Cerchio dall'Agimonia

Alle falde della montagna nel 1855 l'entomologo Eugenio Sella trovò un coleottero che descrisse poi come Carabus olympiae.

## Escursionismo
Molti sentieri della zona vengono curati dall'Oasi Zegna, nata nel 1993 per tutelare e valorizzare l'area montana compresa tra Trivero e il Bo; uno tra questi percorre più o meno integralmente la cresta Sessera / Strona dal Bocchetto di Sessera in direzione dell'Argimonia.